# Цеуду
Цеуду (рум. Țăudu) — село у повіті Селаж в Румунії. Входить до складу комуни Алмашу.
Село розташоване на відстані 368 км на північний захід від Бухареста, 22 км на південь від Залеу, 47 км на північний захід від Клуж-Напоки.

## Населення
За даними перепису населення 2002 року у селі проживали 208 осіб, з них 207 осіб (99,5%) румунів. Рідною мовою 207 осіб (99,5%) назвали румунську.